# Gestione delle carriere
La gestione delle carriere, nella gestione delle risorse umane, è la funzione che si occupa degli aspetti concernenti lo sviluppo del personale finalizzato ad una sua evoluzione all'interno di un ente o di una organizzazione. Rientrano in questa attività: 
- la pianificazione dei percorsi di carriera, comprendente la tempistica di permanenza nelle varie mansioni o posizioni organizzative aziendali e l'iter formativo necessario a supportare questa progressione; seguirne quindi l'applicazione pratica nella vita aziendale;
- la decisione di come coprire una posizione risultata vacante, se con risorse interne o con ricorso al mercato esterno. Oltre alla conoscenza diretta, sono di ausilio in questa attività le risultanze del processo di valutazione del personale, ed in particolar modo quelle relative alla valutazione del potenziale, che forniscono le tavole di rimpiazzo (o di successione);
- la valutazione se una persona è matura o meno per un avanzamento di carriera o per ricoprire un determinato ruolo;
- l'identificazione e la valorizzazione delle persone chiave per l'azienda, degli specialisti e dei talenti, per prevenire abbandoni indesiderati. Anche il seguire i tassi ed i motivi di abbandono del personale (compresi i neoassunti) è un'attività che rientra nella gestione delle carriere.

La gestione delle carriere, oltre che con la già citata valutazione del personale, ed è strettamente collegata anche con le politiche retributive e con il sistema incentivante in una organizzazione lavorativa.